# 崔弘禮
崔弘禮（?—?），字從周，博陵郡安平县人，唐朝官員。

## 生平
崔弘礼是北齐左仆射崔怀远的六世孙，祖父崔育是常州江阴县县令，父亲崔孚是湖州长城县县令。崔弘禮舉進士後，在各藩鎮的任職。元和中，呂元膺為東都留守，崔弘禮在他手下擔任從事。吳元濟東結李師道謀反，想要偷襲洛陽，崔弘禮為呂元膺籌畫洛陽的防守事務。節度使田弘正向朝廷請求派任副使，於是朝廷任命崔弘禮為衛州刺史、魏博節度副使。之後歷任歷鄭州刺史、幽州盧龍軍節度副使、絳州刺史、河南尹、河陽節度使、天平軍節度使等職務。李同捷叛變時，征討的將領李祐的軍隊潰散，崔弘禮出兵相助，李祐最後得到勝利。文宗即位後，崔弘禮生認為檢校左僕射、東都留守。太和四年去世，贈司空。

## 為人
崔弘禮為人風貌魁偉，磊落有大志，以倜儻意氣自任，有軍事長才，然而沒有治理民生的政績。此外他喜愛聚歛財貨，也為時人詬病。他對自己的奢豪自有一套說詞，他認為人生短暫，轉眼即逝，如果自己已經取得富貴的身分，卻還勉強自己過著貧苦的生活，只是一種矯情的表現；已經得到爵位、俸祿，遇到變故時就應該勇於率先承擔，才是大丈夫的表現。

## 家族
- 父：崔孚
- 妻：王绍女
- 子：玄鑒、崔彥防、崔彥佐、崔彥溫、崔彥冠、崔彥成、崔彥光、崔彥鎮、皇甫弘夫人崔氏、崔德德、崔鄭鄭、崔遷遷[4][5]
- 孫：崔賡、崔庠（崔彥溫之子）[5]

## 延伸阅读
[在维基数据编辑]
 《舊唐書/卷163》，出自刘昫《舊唐書》
 《新唐書·卷164》，出自《新唐書》